# Porcellio resacae
Porcellio resacae är en kräftdjursart som beskrevs av Stanley B. Mulaik. Porcellio resacae ingår i släktet Porcellio och familjen Porcellionidae. Inga underarter finns listade i Catalogue of Life.